# 托马什·西科拉
托马什·西科拉（波蘭語：Tomasz Sikora，1973年12月21日—），波兰男子冬季两项运动员。他曾代表波兰参加1994年、1998年、2002年、2006年和2010年冬季奥林匹克运动会冬季两项比赛，其中2006年奥运会获得一枚银牌。